# Roberto Eduardo Viola
Roberto Eduardo Viola (Buenos Aires, 13 d'octubre de 1924 – Buenos Aires, 30 de setembre de 1994) va ser un militar argentí que va exercir de facto la presidència de la Nació entre el 29 de març de 1981 i l'11 de desembre del mateix any, durant el Procés de Reorganització Nacional (1976-1983).
Viola va reemplaçar a Jorge Rafael Videla a causa de tensions dintre de la cúpula militar, insatisfeta amb la incapacitat d'aquest últim per a estabilitzar la situació econòmica i la intranquil·litat civil. Viola, partidari de la línia tova, va allunyar als col·laboradors immediats de Videla i va iniciar una obertura parcial a la reincorporació de polítics de carrera i tècnics civils a càrrecs públics. Les circumstàncies van permetre que la CGT es reorganitzés i mobilitzés sota la direcció del sindicalista Saúl Ubaldini, tot i encara la prohibició legal.
Les mesures econòmiques del govern de Viola es van mostrar igualment ineficients. En vista de les repetides devaluacions del pes enfront del dòlar impulsades pel ministre d'Economia José Martínez de Hoz durant el govern de Videla, era marcada la preferència per la compra de divises; fins i tot els petits estalviadors optaven per la tinença de moneda estrangera i evitaven invertir en el país.
El ministre d'Economia designat per Viola, Lorenzo Sigaut, va assegurar a l'ocupar el càrrec que “el que aposta al dòlar, perd”. Dies més tard realitzaria una devaluació (del pes pel que fa al dòlar) del 30 per cent. en un intent desesperat d'atreure inversió internacional. La inflació de 1981 aconseguiria el 131% interanual.
Els fracassos en matèria econòmica i les perspectives d'obertura del govern de Viola portarien a la constitució d'una junta multipartidaria per part dels principals partits polítics, buscant la realització d'eleccions. La mort de Ricardo Balbín, qui durant anys havia estat president de la Unió Cívica Radical, va constituir una ocasió de manifestació pública en favor de la democràcia.
La perspectiva va portar a la junta militar a reorganitzar-se al novembre de 1981. Van passar a integrar-la el llavors tinent general Leopoldo Galtieri, el llavors almirall Jorge Isaac Anaya i el llavors brigadier general Basilio Lami Dozo, tots ells partidaris d'un control més dur de la situació civil. Encara que Viola no havia interromput en cap moment l'acció repressiva ni els operatius contra la" subversió", a finals de desembre de 1981 va ser obligat a renunciar. El va reemplaçar Galtieri al capdavant del govern, encara que per uns dies va haver d'assumir Carlos Lacoste.
En 1983, amb el retorn de la democràcia i sota el govern constitucional de Raúl Alfonsín, Viola va ser arrestat i jutjat pels crims comesos durant el seu govern. El 1985 va ser sentenciat a 17 anys de presó, inhabilitació perpètua per a l'exercici de càrrecs públics, i pèrdua del grau militar. Juntament amb altres caps militars, va ser excarcerat el 1990 gràcies a l'indult concedit pel llavors president Carlos Menem. Va morir el 1994, abans de la reobertura de les causes en la seva contra.